# Élections locales écossaises de 2017 à Aberdeen City
Pour un article plus général, voir Élections locales écossaises de 2017.
Les élections locales écossaises de 2017 à Aberdeen City se sont tenues le 4 mai 2017.

## Composition du conseil
Majorité absolue : 23 sièges
| Parti               | Sièges  |
| ------------------- | ------- |
| SNP                 | 19 / 45 |
| Conservateur        | 11 / 45 |
| Travailliste        | 9 / 45  |
| Libéraux-démocrates | 4 / 45  |
| Indépendant         | 2 / 45  |